# ドラゴンクエスト ダイの大冒険 ぶちやぶれ!!新生6大将軍
『ドラゴンクエスト ダイの大冒険 ぶちやぶれ!!新生6大将軍』（ドラゴンクエスト ダイのだいぼうけん ぶちやぶれ しんせいろくだいしょうぐん）は、『DRAGON QUEST -ダイの大冒険-』の劇場版第3作目となる、アクションアニメ映画である。1992年7月11日、東映アニメフェアで公開。

## あらすじ
フレイザード戦終結からマァム離別まで（アニメ版第37話から38話）の間に起きた出来事。パプニカ城下町の復興を進めるダイたちの前に「影の6大将軍」（新生6大将軍）が現れ、街を破壊し始める。
ダイとポップが応戦するが、彼らの目の前にハドラーの影武者である豪魔軍師ガルヴァスが現われ6大将軍を率いてハドラーの代わりに魔軍司令の地位に就くと告げる。ポップは6大将軍の内4人しかいないことに気づき、これによりダイは残りの2人が城を攻めていることを悟る。そして、妖魔将軍メネロと不死将軍デスカールによりマァムの魂が奪われてしまう。
ガルヴァスと6大将軍は一時撤退し、ダイとポップはマァムのもとへ向かうが、マァムは目覚めぬままで24時間以内に抜かれた魂を取り戻さねばマァムは死ぬという。そこへガルヴァスの使者が現れ、マァムの魂を取り戻したくばベルナの森へ来いと告げる。しかし決戦場は瘴気で満たされており、使い魔が瘴気除けの神魔水をダイたちに渡す。
その神魔水は1人分の効き目しかなく、最終的には薬を飲もうとするポップを押しのけたダイが飲み、単身ベルナの森へ向かう。だが、これはガルヴァスの罠であり、その神魔水は瘴気の効果を倍増させる薬であった。
ダイは苦戦しながらも仲間たちの協力で6大将軍を次々と倒し、激闘の末にガルヴァスからマァムの魂を取り戻すのだった。

## オリジナルキャラクター
豪魔軍師 ガルヴァス
声 - 柴田秀勝
長年ハドラーの影武者として生きてきた男。逆立った赤い長髪に屈強な肉体の持ち主。一人称は「私」。常に余裕の振る舞いを見せるが、不測の事態には表情を崩すなどコメディリリーフも担う。性格はハドラー曰く「俺と違い卑怯なことを平気でやる男」と言われるほどで、その残忍さは部下にすら恐れられている。軍師というだけあって策謀にも長けており、「戦いとは勝たねばならない」が信条。暗黒魔術や豪魔六芒槍という技を使う。6大将軍のことは「忠実なる部下、尊い命」と述べている。
本来はハドラーの手が及ばぬ地域に赴き、戦闘・制圧などを担当。表舞台（ハドラーの前）に出ることは禁じられている。しかしハドラーが指揮する表の六大軍団の勢力が半減したことを機に、ハドラーに取って代わり魔軍司令になろうと画策する（それまでは「ハドラー殿」と呼んでいたが呼び捨てになった）。そのための手段としてハドラーが手こずっていたダイを倒し、バーンに実力を認めてもらおうと考える。ハドラーからはダイを甘く見るなと忠告されたが「私とお前ではここ（頭）のデキが違う」と嘲笑い、聞く耳持たなかった。
序盤では6大将軍を率いて、復興中のパプニカを襲撃。ダイとポップを惹き付けた後、別動隊にマァムの魂を奪わせた。そして「マァムの魂を返してほしければパプニカ山脈のふもとベルナの森へ来い」と誘いをかける。森に瘴気を充満させてからダイたちに瘴気を無効化する聖水を一人分送ったが、これの正体は瘴気の効き目を倍増させる毒であり、最強戦力であるダイがこれを飲むと見抜いた上で仕掛けた罠であった。瘴気と部下の攻撃で弱っていたダイを追い詰めるが、ヒュンケルのブラッディースクライドとクロコダインの獣王会心撃による同時攻撃を撃ち込まれる。これをデスカールと共に暗黒衝撃波で押し返すが、隙を見せたため背中をダイに斬られてしまう。拮抗が崩れたことで同時攻撃を受け戦闘不能となるが、6大将軍たちが身に着けていた宝玉の力でパワーアップして復活を果たす。ヒュンケルのブラッディースクライドを片手で防ぎ、豪魔六芒槍で一行を打ち倒す。マァムの魂と戦闘不能になったダイに豪魔六芒槍を放つが、直後にマァムの魂の力で蘇ったダイのヒュンケルの鎧の魔剣に竜の紋章の力を上乗せして放ったアバンストラッシュに破られて、敗北。跡形もなく消え去った。
不死将軍 デスカール
声 - 田原アルノ
自らアンデッド化したという邪教の神官。6大将軍最強の男であり、暗黒衝撃波（ガルヴァスも使用する）などの数々の必殺技を使いこなし、エイミたちが放ったメラミも片手だけで跳ね返している。旧6大軍団長の技である闘魔傀儡掌（ヒュンケルとその師ミストバーンの技）やフィンガー・フレア・ボムズ（フレイザードの技・本作では両手で同時に10発撃った）も使用して見せた。冒頭にてメネロと共にマァムたちを襲撃し、「奪魂（だっこん）の呪法」を用いてマァムの魂を抜き取った。
ダイを闘魔傀儡掌で拘束し、ガルヴァスに痛めつけさせる。そこへヒュンケルのブラッティースクライドとクロコダインの獣王会心撃による同時攻撃を撃ち込まれ、これを暗黒衝撃波で迎撃。しかし押され気味だったためガルヴァスに援護を望み、押し返すことに成功する。しかし、ガルヴァスがダイの攻撃でダメージを受けたため拮抗が崩れ、同時攻撃をまともに喰らい命を落とした。
妖魔将軍 メネロ
声 - 川浪葉子
新生6大将軍の紅一点である女魔将軍。正体は植物系の魔物。魔法攻撃は使用する場面はなく、いばらの鞭や瞬間移動を用いる。外見は緑の髪をした美女であるが、真の姿は醜悪。かわいい女の子を見ると傷付けたくなるらしい。普段は女性らしい話し方であるが、怒ると口調が乱暴になるため、ガルヴァスからは「女は怖い」と評されている。
ベルナの森の決戦では、瘴気で弱っていたダイを痛めつけるが、駆けつけたポップのベギラマで髪を燃やされ激怒。ポップとレオナにも攻撃を加える。ダイの攻撃をかわした直後、背中にメラを宿したパプニカのナイフを投げつけられ焼死した。
氷炎将軍 ブレーガン
声 - 緑川光
炎と氷を操る三節棍を武器とする魔族の武道家。強者との戦いには目がない性格。鎧の魔剣を着用したヒュンケルを（不意の一撃を入れたとはいえ）圧倒するほどの実力者。
ベルナの森の決戦では、「一度戦ってみたかった」とヒュンケルを指名して一騎討ちを展開。ヒュンケルを追い詰め、棍を押し付けて全身を火だるまにする。しかし、その状態からアバンストラッシュで反撃され、胴体を両断されて敗死した。
百獣将軍 ザングレイ
声 - 郷里大輔
ミノタウロスのような外見をした巨漢の獣人の魔物。クロコダインを上回る体格の持ち主であり、槍と手斧に分離する戦斧ザンバーアックスを武器とする。仲間意識も高いらしく、ダイのバギで吹き飛ばされたブレーガンを助けてもいる。
ベルナの森の決戦では、駆けつけたクロコダインと一騎討ちを展開。手斧の撃ち合いに敗れるが、即座に槍を用いて反撃。クロコダインの胴体を貫いた。しかし、それをものともせずに振り下ろされた斧の一撃により敗死した。
魔影将軍 ダブルドーラ
声 - 江川央生
リビングアーマー。攻撃を受けると頭部と二つの半身の3つに分離。身体も頑強で、ブラッディースクライドやベギラマが直撃してダメージを受けた様子がない。両肩の盾をブーメランのように飛ばして攻撃する。
最初の戦いではポップのベギラマを直撃させられたが、2つに分かれただけでダメージはなく、盾を飛ばして反撃するがダイの海波斬で防がれた。ダイを襲撃するがヒュンケルのブラッディースクライドで阻止され、ダイの空裂斬で二つの半身を砕かれて敗死した。
超竜将軍 ベグロム
声 - 山口健
ガーゴイルのドラゴンライダー。ワイバーンと細身剣を用いた空中戦を得意としている。
パプニカ襲撃時にダイに襲い掛かるも反撃され、このことが許せなかったためにガルヴァスの命令を無視して再びダイに襲い掛かるが、ワイバーンを大地斬で倒された。撤退後は命令無視とワイバーンを倒されたことでガルヴァスから叱責を受ける。ベルナの森の決戦では一番手としてダイに襲い掛かり、背後から不意を突こうとしたが海波斬で袈裟切りに切断され、敗死する。

## キャスト
- ダイ - 藤田淑子
- ゴメちゃん - 冬馬由美
- レオナ - 久川綾
- マァム - 冨永みーな
- ポップ - 難波圭一
- ハドラー - 青野武
- ヒュンケル - 堀秀行
- マトリフ - 青森伸
- 村人 - 住友優子
- クロコダイン - 銀河万丈
- ザングレイ - 郷里大輔
- メネロ - 川浪葉子
- ベグロム - 山口健
- ブレーガン - 緑川光
- デスカール - 田原アルノ
- ダブルドーラ - 江川央生
- ガルヴァス - 柴田秀勝

## スタッフ
- 製作：今田智憲、茅野力造
- 原作：三条陸、稲田浩司
- 脚本：武上純希
- 音楽：すぎやまこういち
- キャラクターデザイン：横山健次
- 作画監督：横山健次
- 美術：坂本信人
- 撮影：渡辺英俊
- 編集：花井正明
- 録音スタジオ：ダバック
- 製作担当：松下健吉
- プロデューサー：高見義雄、木戸睦
- 監督：西沢信孝